# Ribice község
Ribice község (románul: Comuna Ribița) község Hunyad megyében, Romániában. Központja Ribice, beosztott falvai Alsózsunk, Felsőzsunk, Ribicsora, Váka, Újbáresd.

## Népessége
A 2011-es népszámlálás adatai alapján a község népessége 1347 fő volt.